# Georg Grothe
Ole Georg Theobald Grothe (1822 – 5. maj 1876) var en dansk pianist, musiklærer og komponist.
Han fødtes i Næstved og var elev af J.P.E. Hartmann. Derved kom han ind i Hartmann-familiens meget store omgangskreds, og i 1844 blev han musiklærer for familiens børn. Han skrev nogen musik og virkede mest som musiklærer, men derudover vides ikke noget om ham.

## Musik
- Galopin for Piano-Forte
- Lovisa-Mazurka for Piano-Forte
- Den 14de Mai 1842 (kantate til J.P.E. Hartmann sammen med Niels Ravnkilde og andre)
- Antoniella (canzonetta napolitana arr. af George Grothe for sangstemme og klaver)
- Serenade for Piano